# Богданович, Миколай
Миколай Богданович (пол. Mikołaj Bogdanowicz, род. 4 февраля 1981 в Иновроцлаве) — польский политик и предприниматель, Воевода Куявско-Поморский (2015-2023).

## Биография
Родился 4 февраля 1981 в Иновроцлаве.
Окончил факультет маркетинга и менеджмента Университета Николая Коперника в Торуни. Также закончил аспирантуру по специальности «Менеджмент и охрана окружающей среды». Работал в компании «Solanki» Uzdrowisko Inowrocław, а также в городском управлении Крушвице. Позже он был главой коммунального предприятия «Gniewkowo» в Гневково. 
С 2006 по 2010 был депутатом в Совете Иновроцлавского повята от «Права и Справедливости». В 2011 году он стал заместителем бурмистра гмины Крушвица.
8 декабря 2015 назначен Беатой Шидло на должность Воеводы Куявско-Поморского.
В 2019 году безуспешно баллотировался в Сенат Польши.

## Награды
- Кавалер ордена Возрождения Польши (2024)[4].